# Tattaguine
Tattaguine ist eine Gemeinde (commune) im Département Fatick der Region Fatick, gelegen im zentralen Westen Senegals. Sie ist Sitz der Präfektur des Arrondissement de Tattaguine und besteht aus dem namensgebenden Hauptort (chef-lieu) sowie weiteren Dörfern (villages) und Weilern (hameaux). 

## Geographische Lage
Die Gemeinde Tattaguine liegt im Erdnussbecken Senegals. Der Hauptort Tattaguine liegt 23 Kilometer nordwestlich der Départementspräfektur Fatick und 95 Kilometer südöstlich der Hauptstadt Dakar. Das Gemeindegebiet hat eine Fläche von 175,80 km². Benachbarte Kommunen sind im Uhrzeigersinn Fissel im Norden, Diarrère und Diouroup im Osten, Loul Sessène im Süden und im Westen Séssène, Thiadiaye sowie im Nordwesten nochmals Séssène.

## Geschichte
Das Dorf Tattaguine war seit 1972 Hauptort einer Landgemeinde (communauté rurale) und die erhielt 2014, wie in Senegal alle communautés rurales, den landesweit einheitlichen Status einer Gemeinde (commune).

## Bevölkerung
Die letzten Volkszählungen ergaben jeweils folgende Einwohnerzahlen:
| Jahr | Einwohner |
| ---- | --------- |
| 1988 | 17.525    |
| 2002 | 22.067    |
| 2013 | 23.213    |
| 2023 | 36.197    |

Nach dem Zensus 1988 umfasste die Landgemeinde Tattaguine 14 Dörfer. Der Hauptort Tattaguine hatte damals 1522 Einwohner und lag damit nach Einwohnerzahl in der Landgemeinde an erster Stelle vor dem Dorf Ngohé Ndofongor (1287 Einwohner).

## Verkehr
Tattaguine liegt an der Nationalstraße N 1 zwischen Fatick und Mbour.